# 爪形平腹蛛
爪形平腹蛛（学名：Gnaphosa falculata）为平腹蛛科平腹蛛属的动物。在中国大陆，分布于陕西等地。该物种的模式产地在陕西。